# Keith Mwila
Keith Mwila   (novembre 1966 - Lusaka, 9 de gener de 1993) fou un boxejador zambià que va competir durant la dècada de 1980.
El 1984 va prendre part en els Jocs Olímpics d'Estiu de Los Angeles, on guanyà la medalla de bronze en la categoria del pes minimosca del programa de boxa. En semifinals va perdre contra l'italià Salvatore Todisco. Aquesta fou la primera medalla olímpica per a un esportista de Zàmbia.